# Buttigliera Alta
Buttigliera Alta is een gemeente in de Italiaanse provincie Turijn (regio Piëmont) en telt 6575 inwoners (31-12-2004). De oppervlakte bedraagt 8,3 km², de bevolkingsdichtheid is 792 inwoners per km².
De volgende frazioni maken deel uit van de gemeente: Ferriera.

## Demografie
Buttigliera Alta telt ongeveer 2659 huishoudens. Het aantal inwoners daalde in de periode 1991-2001 met 1,0% volgens cijfers uit de tienjaarlijkse volkstellingen van ISTAT.
| Jaar | Inwoneraantal |
| ---- | ------------- |
| 1991 | 6605          |
| 2001 | 6541          |

## Geografie
De gemeente ligt op ongeveer 414 m boven zeeniveau.
Buttigliera Alta grenst aan de volgende gemeenten: Caselette, Avigliana, Rosta, Reano.